# رودي كارلير
رودي كارلير (بالفرنسية: Rudy Carlier)‏ (19 يناير 1986 في فرنسا - ) هو لاعب كرة قدم فرنسي في مركز الهجوم. شارك مع منتخب فرنسا تحت 16 سنة لكرة القدم ومنتخب فرنسا تحت 17 سنة لكرة القدم ومنتخب فرنسا تحت 18 سنة لكرة القدم ومنتخب فرنسا تحت 20 سنة لكرة القدم. أما مع النوادي، فقد لعب مع راسينغ فيرول ونادي إيبار ونادي روان ونادي ستراسبورغ ونادي غويونيون ونادي كان ونادي كريتيل ونادي كليرمونت 63 وSC Schiltigheim ‏ وSVN Zweibrücken ‏ واينتراخت ترير 05 ‏.

## روابط خارجية
- رودي كارلير على موقع رابطة كرة القدم الفرنسية للمحترفين (الإنجليزية)
- رودي كارلير على موقع قاعدة بيانات كرة القدم.إي يو (الإنجليزية)
- رودي كارلير على موقع Soccerway.com (الإنجليزية)